# Les Clotes (urbanització)
Les Clotes és una urbanització del terme municipal de Sant Quirze Safaja, a la comarca del Moianès. Està situada al sud del terme municipal, cap a la meitat del límit meridional del terme. És a ponent de la carretera C-1413b, en terres de la masia de les Clotes, a ponent de la urbanització de les Torres. El seu accés és per la carretera BV-1413b, al punt quilomètric 2,2.